# Memorial das Mulheres do Vietname
O Memorial das Mulheres do Vietname é um memorial dedicado às mulheres dos Estados Unidos que serviram na Guerra do Vietname, maioria das quais eram enfermeiras. Serve como um lembrete da importância das mulheres no conflito. Ele retrata três mulheres uniformizadas com um soldado ferido. Faz parte do Memorial aos Veteranos do Vietname e está localizado no National Mall em Washington DC, a uma curta distância ao sul de The Wall, ao norte do Reflecting Pool.
Diane Carlson Evans, RN, ex-enfermeira do Exército, fundou o Vietnam Women's Memorial Project (agora Vietnam Women's Memorial Foundation) em 1984. O monumento foi projectado por Glenna Goodacre e dedicado em 11 de novembro de 1993.
O memorial foi descrito como impreciso, pois retrata enfermeiras prestando cuidados médicos de campo quando esses cuidados primários eram prestados apenas por médicos do Exército dos EUA e pela Marinha dos EUA, com enfermeiras trabalhando exclusivamente em hospitais militares.